# Millemont
Millemont là một xã của Pháp, nằm ở tỉnh Yvelines trong vùng Île-de-France.
Người dân ở đây trong tiếng Pháp gọi là Millemontais.

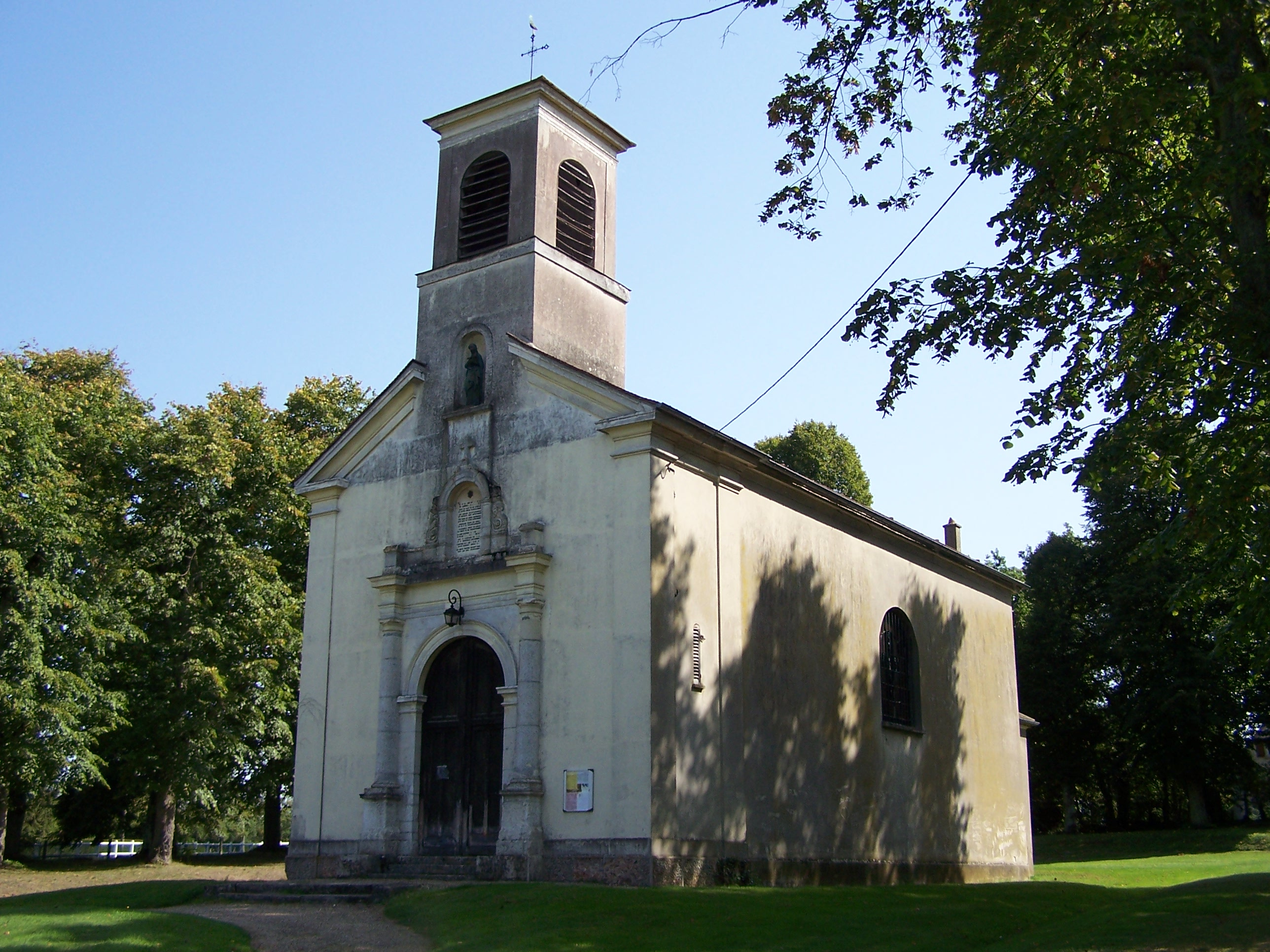
Nhà thờ

Các xã giáp ranh: Garancières về phía đông, La Queue-les-Yvelines về phía đông nam, Grosrouvre về phía nam 250 m., Gambais về phía tây nam, Bazainville về phía nam-tây-nam 300 m., Orgerus về phía tây và Béhoust về phía bắc